# Daochia reticulata
Daochia reticulata är en insektsart som beskrevs av Wei, Zhang och Webb 2006. Daochia reticulata ingår i släktet Daochia och familjen dvärgstritar. Inga underarter finns listade i Catalogue of Life.